# Megalonycta mediovitta
Megalonycta mediovitta är en fjärilsart som beskrevs av Rothschild 1924. Megalonycta mediovitta ingår i släktet Megalonycta och familjen nattflyn. Inga underarter finns listade i Catalogue of Life.